# Süpplingen
Süpplingen – miejscowość i gmina w Niemczech, w kraju związkowym Dolna Saksonia, w powiecie Helmstedt, siedziba gminy zbiorowej Nord-Elm.

## Współpraca
Miejscowości partnerskie:
- Noyant, Francja
- Süplingen, Saksonia-Anhalt